# Glaphyra taiwana
Glaphyra taiwana är en skalbaggsart som först beskrevs av Hayashi och Ryuichi Matsuda 1976.  Glaphyra taiwana ingår i släktet Glaphyra och familjen långhorningar.
Artens utbredningsområde är Taiwan. Inga underarter finns listade i Catalogue of Life.